# Xalitla genuina
Xalitla genuina är en skalbaggsart som beskrevs av Martins 1970. Xalitla genuina ingår i släktet Xalitla och familjen långhorningar.
Artens utbredningsområde är:
- Costa Rica.
- Honduras.

Inga underarter finns listade i Catalogue of Life.